# Conceição de Macabu
Conceição de Macabu è un comune del Brasile nello Stato di Rio de Janeiro, parte della mesoregione del Norte Fluminense e della microregione di Macaé.
Il comune comprende un distretto, Macabuzinho, distante 19 km dal capoluogo.